# 新島機場
新島機場（日语：／ Niijima kūkō */?）是位於東京都新島村。根據日本空港整備法被分成第三種機場。

## 歷史
- 1970年：開設起飛和降落場作為村營場外。
- 1984年：被日本空港整備法分成第三種機場。
- 1987年：作為第三種機場開始提供使用。
- 1994年：航空燈火開始提供使用。

## 路線
- 新中央航空
  - 調布機場

## 如何前往
從新島村區鄉乘車約5分鐘。